# Texbond Open
Het Texbond Open was een golftoernooi van de Europese Challenge Tour van 2004 tot en met 2006.
Het toernooi werd drie jaar lang gespeeld op de Gardagolf Country Club, een club in Soiano del Lago, aan het Gardameer bij Brescia in Lombardije.

## Winnaars
| Jaar | Winnaar          | Score |
| ---- | ---------------- | ----- |
| 2004 | Sam Little       | 269   |
| 2005 | Fredrik Widmark  | 269   |
| 2006 | Carlos Del Moral | 270   |